# Liste der Könige von Bernicia
Bernicia war ein angelsächsisches Königreich im heutigen südöstlichen Schottland. Namen und Daten der ersten Könige sind zum Teil legendär, weitgehend gesichert sind die Angaben spätestens ab Æthelfrith.
- Esa (nach 500)
- Eoppa (um 520)
- Ida 547–559
- Glappa 559–560
- Adda 560–568
- Æthelric 568–572
- Theodric 572–579
- Frithuwald 579–585
- Hussa 585–593
- Æthelfrith 593–616
- Hl. Edwin 616–633
- Eanfrith 633–634
- Hl. Oswald 634–642
- Oswiu 642–670

Oswiu vereint Bernicia endgültig mit Deira zum Königreich Northumbria.
Eine alternative Chronologie hat folgende Reihenfolge:
- Ida: 547–559
- Æthelric: 559–579 (z. T. parallel mit Glappa und Adda)
- Glappa: 570–571
- Adda: 571–579
- Hussa: 579–586
- Theodoric: 586–593
- Æthelfrith: 593–616

weiter wie oben